# Moissac
Moissac je mesto in občina v departmaju Tarn-et-Garonne v regiji Oksitanija na jugu Francije. Mesto leži na sotočju rek Garone in Tarn pri prekopu Canal de Garonne. Skozi mesto vodi državna cesta N113 med Valence-d'Agen in Castelsarrasinom.

## Zgodovina
Prvo opatijo-samostan sv. Petra naj bi ustanovil merovinški kralj Klodvik I. okoli leta 500. Vendar to znanost ni mogla dokazati. Šele Didier (škof v Cahorsu) je prvi temelj dokumentiral sredi 7. stoletja. Zgodilo se je med arabskimi in normanskimi osvajanji. V 13. stoletju sta samostan vodila opata, ki sta izstopala kot velika graditelja (Rajmond de Montpezat in Bertrand de Montaigu). V 15. stoletju je samostan doživel novo, obsežno gradbeno fazo, v kateri je bil zlasti zgrajen gotski del samostanske cerkve. Leta 1626, po skoraj 1000 letih, so benediktinski menihi zapustili samostan kot del sekularizacije, nadomestili so jih Avguštinci.
Stoletna vojna, v kateri so Moissac dvakrat zasedli Angleži in vojna hugenotov sta samostan in mesto močno obremenila. Med francosko revolucijo leta 1792 so bili arhivi in umetniški zakladi samostana oropani ali uničeni. Sredi 19. stoletja se je samostan komaj izognil popolnemu uničenju, ker naj bi bil na poti gradnji železniške proge Bordeaux - Sète. Načrti niso bili izvedeni po zaslugi spomeniške zaščite.
Znamenita kronika (Chronicon Moissiacense) benediktinskega samostana Moissac, ki je pomembna tudi za nemško zgodovino, je zdaj v pariški Bibliothèque nationale de France.
Sprva je bil Moissac del departmaja Lot. Leta 1808 je Napoleon odredil, da se mesto priključi novemu departmaju Tarn-et-Garonne . Od leta 1800 do 1926 je bilo glavno mesto okrožja.
Marca 1930 je Moissac močno poškodovala poplava reke Tarn, ki je opustošila velik del jugozahodne Francije. V mestu je umrlo sto dvajset ljudi.

## Samostan sv. Petra
Nekdanji benediktinski samostan sv. Petra ima v križnem hodniku (1059–1131) in na portalu (1110–1131) romanske skulpture, ki spadajo med evropske mojstrovine tistega obdobja.
Samostanska cerkev je mesto na Jakobovi poti v Santiago de Compostela v Franciji in je na seznamu Unescove svetovne dediščine.

## Jakobova pot (Via Podiensis)
S kulturnega in zgodovinskega vidika je Moissac poleg Conquesa najpomembnejše postajališče na Via Podiensis. V srednjeveškem mestu je bilo več romarskih domov, za bolnike pa so skrbeli v samostanskem hospicu. Dejanska naloga samostana je bila duhovna oskrba romarjev ob praznovanju maš in procesij v čast svetega Jakoba. Danes so v mestu štirje domovi za romarje (francosko Gîte d'étape), hoteli in zasebne sobe (francosko Chambre d'hôte), pa tudi kamp in turistična informacijska pisarna. Pot nekaj časa sledi Canal latéral à la Garonne, preden pri Auvillarju prečka Garono. Značilnost pokrajine se je zdaj popolnoma spremenila in jo zaznamujejo voda in poplavne ravnice. Cestna povezava D813 - D11 vodi do Auvillarja.

## Vodne poti
V Moissacu so pomembne vodne poti: Tarn teče skozi središče mesta, prav tako tudi Canal de Garonne (prej Canal latéral à la Garonne), podaljšek Canal du Midi od Toulousa do Bordeauxa. Ta dva kanala sta včasih znana tudi kot kanal Canal des Deux Mers (dob. kanal obeh morij), ki povezujeta Atlantski ocean s Sredozemskim morjem.

## Pobratena mesta
- Astorga, Španija